# Illice petrovna
Illice petrovna là một loài bướm đêm thuộc phân họ Arctiinae, họ Erebidae.